# Palazzo Piombino

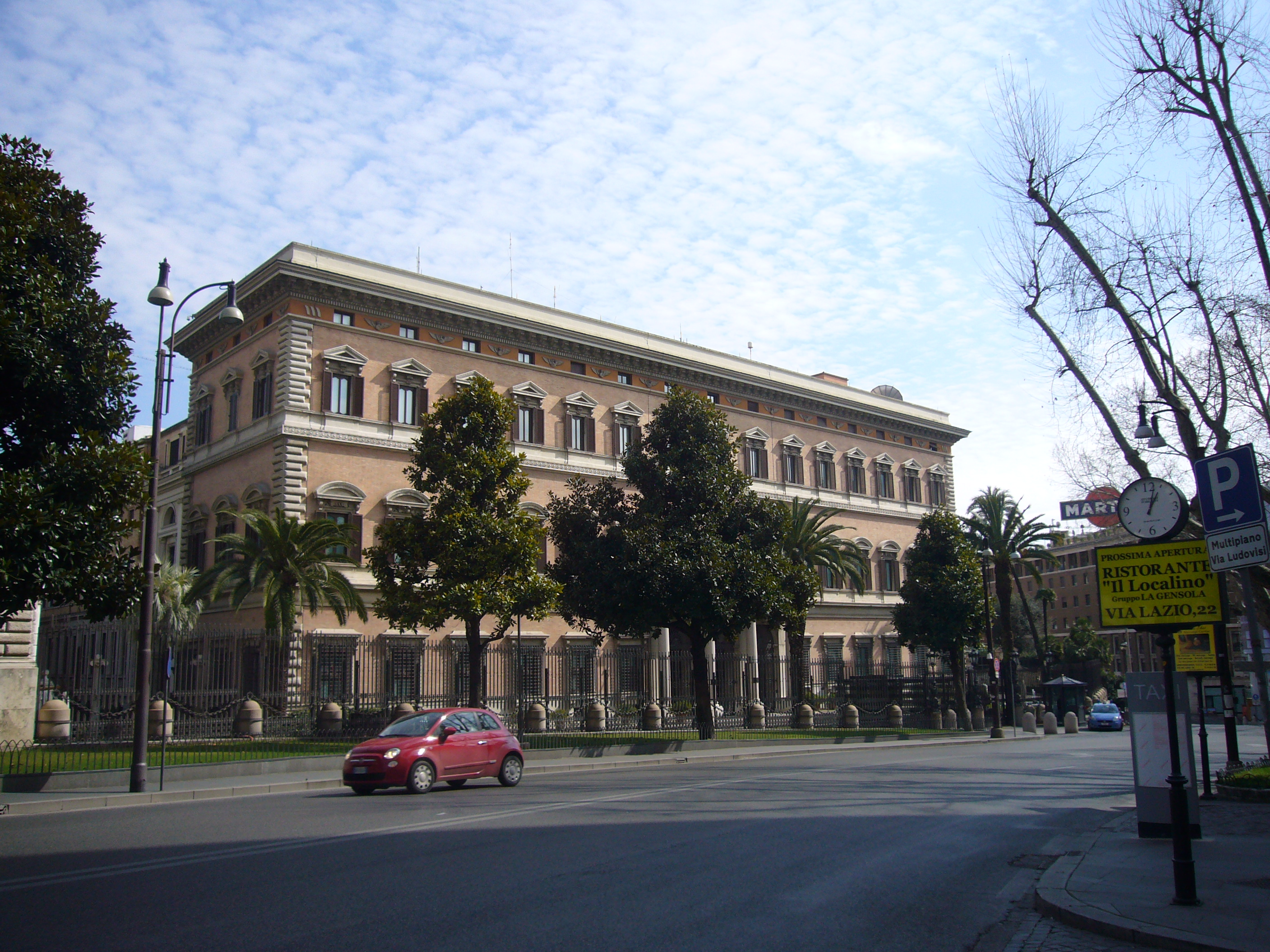
Palazzo Piombino

Het Palazzo Piombino ook wel Palazzo Boncompagni genoemd, tegenwoordig Palazzo Margherita, is een paleis in Rome. Het paleis werd tussen 1886 en 1890 door de architect Gaetano Koch gebouwd voor Rodolfo Boncompagni-Ludovisi (1832-1911), 8e prins van Piombino.

## Geschiedenis
Het paleis aan de Via del Corso en Via Veneto 119 A, was door de Italiaanse staat onteigend en dit gebouw moest dat gebouw vervangen als de Romeinse residentie van de prinsen van Piombino. Het werd gebouwd in een hoek van het ooit uitgestrekte park van de villa Ludovisi nadat het park in 1883 werd verkaveld en volgebouwd. De bomen in de tuin van de villa zijn het laatste overblijfsel van dat park. Aan de achterzijde van het palazzo Piombino zijn nog delen van de uit 1622 stammende villa Orsini te vinden. Dat gebouw was ooit deel van de bebouwing van de tuinen van de villa Ludovisi van kardinaal Ludovico Ludovisi. Het bevatte ook de nu verdwenen Boncompagni-Ludovisi-collectie.
Na de moord op koning Umberto I van Italië in 1900 werd het palazzo Piombino de residentie van zijn weduwe, koningin Margherita. Zij leefde tot 1926. Sinds 1931 is het een deel van de Amerikaanse ambassade in Italië en in 1946 werd het gebouw door de regering van de Verenigde Staten van Amerika gekocht.

## Trivia
In Reis-impressies uit 1894 kritiseerde de Nederlandse schrijver Louis Couperus de architectuur en ook de benepen huisvesting van de Boncompagni-Ludovisi kunstcollectie.